# Euphorbia razafindratsirae
Euphorbia razafindratsirae är en törelväxtart som beskrevs av John Jacob Lavranos. Euphorbia razafindratsirae ingår i släktet törlar, och familjen törelväxter. IUCN kategoriserar arten globalt som akut hotad. Inga underarter finns listade i Catalogue of Life.

## Bildgalleri

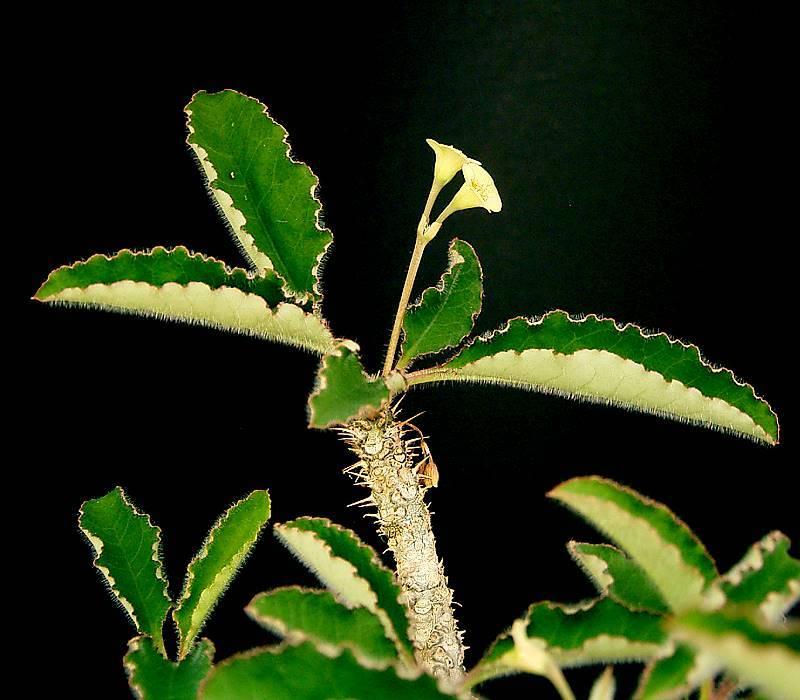
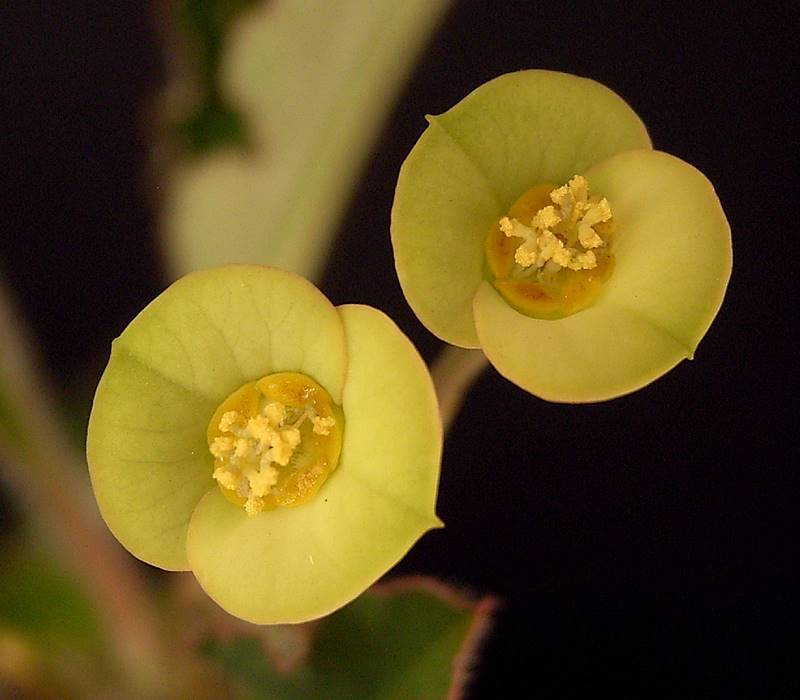